# Pselaphochernes litoralis
Espèce
Pselaphochernes litoralis est une espèce de pseudoscorpions de la famille des Chernetidae.

## Distribution
Cette espèce se rencontre en France, en Italie et en Croatie.

## Habitat
Ce pseudoscorpion se rencontre sur le littoral méditerranéen.

## Liste des sous-espèces
Selon Pseudoscorpions of the World (version 3.0) :
- Pselaphochernes litoralis litoralis Beier, 1956
- Pselaphochernes litoralis siculus Beier, 1963

## Publications originales
- Beier, 1956 : Ein neuer Blothrus (Pseudoscorp.) aus Sardinien, und ueber zwei Pseudoscorpione des westmediterranen Litorals. Fragmenta Entomologica, vol. 2, p. 55-63.
- Beier, 1963 : Ordnung Pseudoscorpionidea (Afterskorpione). Bestimmungsbücher zur Bodenfauna Europas. Berlin, p. 1-313.